# Oukuriella oliveirai
Oukuriella oliveirai är en tvåvingeart som beskrevs av Messias och Ernst Josef Fittkau 1997. Oukuriella oliveirai ingår i släktet Oukuriella och familjen fjädermyggor. Inga underarter finns listade i Catalogue of Life.